# Lamarckia
Lamarckia o Achyrodes és un gènere de plantes de la família de les poàcies, ordre de les poals, subclasse de les commelínides, classe de les liliòpsides, divisió dels magnoliofitins.

## Taxonomia
- Lamarckia aurea (L.) Moench

(vegeu-ne una relació més exhaustiva a Wikispecies)

## Sinònims
Achyrodes Boehm., 
Chrysurus Pers., 
Lamarkia Moench, orth. var., 
Pterium Desv., 
Tinaea Garzia.